# على حافة الهاوية (مسلسل)
على حافة الهاوية مسلسل دراما سوري أنتج عام 2007 من إخراج المثنى صبح وسيناريو أمل حنا.

## القصة
يحكي المسلسل عددا من القصص عن بحث الإنسان المتواصل عن السعادة والحب والاستقرار وفشله الدائم الحصول عليها. منصور الطفل الخائف الذي اضطهده والده في طفولته وما يزال يحمل خوفه معه ويحاول التخلص منه.
نادر ضائع بين والديه علاء ونوال اللذان يعيشان صراعا بين العشق والكراهية. لوليا المضطهدة من زوجة أبيها دلال التي تصل في كراهيتها لابنة زوجها حتى محاولة القتل. دلال تعتبر لوليا سبب تعاستها ولكن عندما تذهب لوليا من حياتها تكتشف خطأها فالعيب ليس في لوليا. تحسين زوجها لا يستطيع سوى الهروب من المشاكل ولا يستطيع حل أي منها وهو في النهاية يهرب أيضا…
سمر المعلمة ضعيفة الشخصية التي تضهدها تلميذاتها والكل يعلمها الحياة وظروفها المادية التي تضطرها للحياة تحت سقف واحد مع حماتها الفظة الهمجية التي تعتبر أن ابنها مظلوم في حياته مع امرأة كهذه. وفارس زوجها الشاب الذي لا خبرة لديه في الحياة ولا يعرف كيف يتعامل مع زوجتها الشابة أيضا ويختار في النهاية أسوأ الحلول وهو الصمت فيصمتان ويصلان إلى القطيعة التامة بسبب سوء الفهم فكلاهما يفكر عكس ما عليه.

## الممثلون
- جمال سليمان
- كاريس بشار
- باسل خياط
- يارا صبري
- خالد تاجا
- سمر سامي
- قيس شيخ نجيب
- زهير عبد الكريم
- جمال سليمان
- أيمن رضا
- عباس النوري
- شكران مرتجى
- نادين تحسين بيك